# Metro 2033
Metro 2033 — компьютерная игра в жанре постапокалиптического шутера от первого лица с элементами survival horror и стелса, разработанная украинской студией 4A Games и изданная американской компанией THQ в марте 2010 года. Игра является интерпретацией одноимённого романа российского писателя Дмитрия Глуховского. По сюжету игры, произошла ядерная война, и оставшиеся в живых люди поселились в туннелях и станциях московского метрополитена. Главным героем является молодой выживший Артём, вынужденный спасать свою родную станцию от различных опасностей, таящихся в метро.
Metro 2033 — дебютная игра 4A Games. Её основатели работали в киевской компании GSC Game World и прикладывали руку к «S.T.A.L.K.E.R.: Тень Чернобыля». Автор «Метро 2033» Дмитрий Глуховский выбрал новоиспечённую студию для игровой адаптации своего произведения, так как хотел, чтобы разработчик находился на территории Восточной Европы и имел опыт создания шутеров от первого лица. Писатель предоставил украинцам творческую свободу, минимально участвуя в создании игровой интерпретации. Основной упор 4A Games решили делать на атмосфере и повествовании, намеренно избегая создания какой-либо многопользовательской игры. Metro 2033 разработана на внутреннем движке украинцев, 4A Engine. Официальный анонс игры состоялся в 2006 году под названием Metro 2033: The Last Refuge (с англ. — «Метро 2033: Последнее убежище»).
Игра получила положительные отзывы от профессиональных критиков и игроков — основными её плюсами были названы элементы survival horror, детализированное окружение, сюжет и атмосфера постапокалиптической Москвы, однако в качестве недостатков отмечались искусственный интеллект противников, технические ошибки и боевая система. Игра стала коммерчески успешной для издателя THQ — к июню 2012 года общее количество продаж составило полтора миллиона копий несмотря на то, что, по словам представителя THQ, маркетинг «не был должным образом поддержан». Metro 2033 стала началом игровой франшизы Вселенной Метро 2033: в 2013 году вышло прямое игровое продолжение Metro: Last Light, издателем которого выступила Deep Silver после банкротства THQ, а в 2019-м — Metro Exodus на PlayStation 4, Xbox One и Windows. В августе 2014 года состоялся выход обновлённой Metro 2033 с подзаголовком Redux в пакете Metro Redux (с англ. — «Метро: Возвращение»), куда также вошёл ремастер Metro: Last Light.

## Игровой процесс

Игровой процесс Metro 2033. Артём вместе со своими напарниками отстреливается от нападающих на них мутантов. В правом нижнем углу находится счётчик количества патронов. На левой руке Артёма — часы, с помощью которых можно узнать время

Metro 2033 является игрой в жанре шутер от первого лица с элементами survival horror и стелса. Большая часть игры проходит в туннелях и станциях московского метрополитена, но нередко действие некоторых уровней игры происходит и на поверхности, на разрушенных улицах столицы России. История игры рассказывается в рамках линейной одиночной кампании, а важные сюжетные моменты раскрываются в кат-сценах.
Главному герою противостоят вражеские солдаты различных фракций и мутанты, которых можно убивать с помощью большого арсенала огнестрельного оружия. В игре представлены как традиционные виды оружия, такие как револьвер, штурмовые винтовки и дробовики, так и изобретательные, вроде пневматического арбалета. В бою человеческие противники используют укрытия и могут обходить игрока с флангов, в то время как мутанты прямо бросаются на персонажа и стараются его укусить. В качестве альтернативы, игрок может проходить локации с солдатами бесшумно, используя метательные ножи для убийства издалека, или стреляя во врага из оружия c глушителем. Если игрока ранили, он может дождаться регенерации или использовать аптечку, которая быстро излечивает ранения. В игре минималистичный внутриигровой интерфейс — информация о каком-либо элементе геймплея подаётся через визуальные и звуковые сигналы. Например, игрок должен постоянно проверять количество патронов своего оружия, чтобы вовремя сделать перезарядку.
Поскольку игра делает акцент на элементы survival horror, у игрока часто мало патронов, вследствие чего он должен их собирать из различных тайников и мёртвых тел. Основными боеприпасами являются патроны военного качества, параллельно являющиеся внутриигровой валютой. За них игрок может купить оружие или патроны куда более низкого качества. Так как в большинстве локаций Metro 2033 отсутствует свет, игрок может включать заряжаемый вручную фонарик. Нередко главный герой будет оказываться на поверхности, отравленной радиацией, и для таких случаев он обязан иметь с собой противогаз с фильтрами. Противогаз может быть повреждён в схватках с врагами, что вынуждает игрока искать новый. Фильтры же постепенно изнашиваются — дыхание Артёма становится более тяжёлым, а стёкла противогаза запотевают; если у персонажа не осталось сменных фильтров, он задохнётся и умрёт. Запас фильтров отмечается в виде таймера с обратным отсчётом на наручных часах Артёма; они же позволяют узнавать время и также являются индикатором обнаружения противников.
Игра содержит несколько концовок; выбор «плохой» или «хорошей» концовки зависит от множества решений, принятых игроком в течение игры. Например, для получения хорошей концовки, игрок должен проявлять сострадание к бедным людям, живущим в метро, давая им патроны военного класса. Скрытая от игрока система «очков морали» фиксирует подобные решения, из-за чего приходится часто сталкиваться с неоднозначными ситуациями.

## Сюжет

### Сеттинг

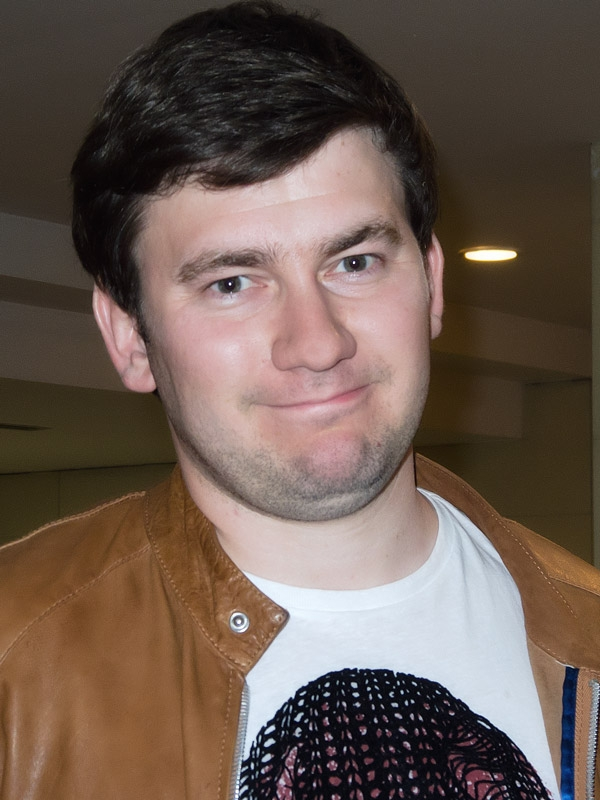
Дмитрий Глуховский — создатель «Вселенной Метро 2033»

Действия Metro 2033 разворачиваются в Москве через 20 лет после глобальной ядерной войны, случившейся в 2013 году. Москва превратилась в пустошь с руинами, наполненной мутантами, а воздух отравлен радиацией. Выжившие проживают в московском метрополитене, описываемом как «лабиринт железных дорог, туннелей и бункеров». Внутри метро нехватка еды, воды и припасов, из-за чего образовались фракции из военных: орден «Спарта» (они же Рейнджеры), «Красная Линия», «Четвёртый Рейх» и «Ганза». Метро обветшало, а иногда даже требуется универсальное зарядное устройство, чтобы активировать определённые переключатели. Другие части метрополитена облучены и заполнены грязной водой или мусором, а некоторые содержат сверхъестественные явления, способные нанести психологическую травму. Москва пустынна, её воздух и вода радиоактивны, и почти всё покрыто снегом и льдом. Несмотря на это, она стала домом для многих мутантов, особенно таинственных существ Чёрных.

### Сценарий
В 2013 году произошла ядерная война, опустошившая Землю и уничтожившая миллиарды жизней. Среди пострадавших стран оказалась Россия и её столица Москва. Небольшая доля выживших прячется в столичном метро. Животные, вроде крыс или медведей, мутировали в опасных монстров, а воздух стал радиоактивным. Между авторитарными социалистами и неонацистами постоянная война, а оппортунистические бандиты так и норовят схватить выживших людей и припасы в туннелях метрополитена. Параллельно была сформирована нейтральная миротворческая сила — орден «Спарта».
К 2033 году северная станция ВДНХ, подвергается нападению таинственных существ Чёрных. Элитный рейнджер ордена «Спарта» по кличке Хантер просит поддержки у 24-летнего выжившего Артёма, приёмного сына начальника станции, Александра Сухого. Прежде чем Артём отправится на поиски Чёрных, Хантер отдаёт ему свои жетоны и велит их предъявить своему начальству в Полисе, этакой «столице» метро.
На следующий день Артём нанимается охранником в караван, направляющийся в Рижскую. По пути экипаж выводят из строя психической атакой, но Артём не пострадал. После того, как караван достиг безопасного места, главный герой встречает Бурбона — местного контрабандиста, который предлагает отвезти его в Полис. Они пробираются через несколько станций и туннелей и даже проходят по радиоактивной поверхности Москвы, но по пути их хватают бандиты с Сухаревской, а Бурбона убивают. Артёма спасает странствующий философ-путешественник Хан. После сопровождения Артёма через туннели с привидениями и аномалиями и блестящей победы в битве за Тургеневскую (проклятую станцию) Хан советует главному герою встретиться с Андреем Мастером, живущим на Кузнецком Мосту, охраняемом Красной Линией. Благодаря ему Артём тайком покидает сталинистов, но впоследствии попадает в плен к их врагам — неонацистскому Четвёртому Рейху.
От казни Артёма спасают спартанцы Ульман и Павел; последний погибает, сопровождая главного героя через территорию нацистов. Теперь, путешествуя уже в одиночку, Артём встречается с отрядом «Дети Подземелья», пытающимся помешать орде мутантов проникнуть на Павелецкую (Дыра). Несмотря на то, что их попытка проваливается, главный герой спасает маленького мальчика. Они сбегают, и защитники помогают Артёму выбраться на поверхность, где он передаёт в Полис послание капитана Максима Комарова, командира «Детей Подземелья». А затем герой пробивается через занятую нацистами Чёрную станцию и воссоединяется с Ульманом, который привозит его в Полис, где он встречается с основателем и главой «Спарты» — полковником Святославом Мельниковым по прозвищу «Мельник».
Мельник созывает срочное собрание членов Совета Полиса, но те, выслушав Артёма, в конечном итоге отказываются помогать ВДНХ. И тогда Мельник решает взять дело в свои руки и рассказывает Артёму свой запасной план по спасению метро от Чёрных — разведка Ордена обнаружила улей Чёрных в Ботаническом саду неподалёку от ВДНХ, а также хорошо сохранившиеся ракетные базы в Московской области, одну из которых можно привести в порядок и нанести удар по логову мутантов. Есть только одна проблема: ракеты можно запустить из командного центра, расположенного где-то в секретном бункере Д-6, но где именно, Ордену неизвестно, но к счастью прямо над Полисом на поверхности есть Российская государственная библиотека, где расположен тайный военный архив, в котором всё ещё могут храниться документы с планами легендарного бункера, и Мельник назначает Артёму встречу. Направляясь в библиотеку, Артём вынужден в одиночку противостоять мутантам. В конце концов, он получает папку с материалами по Д-6 и, выбравшись из библиотеки, убегает вместе с Мельником и Ульманом на базу «Спарты» в Церкви Николая Чудотворца при Рукавишниковом приюте. Из бумаг, Мельник обнаруживает, где расположен вход в бункер и отряд вместе с Артёмом выдвигается туда. Прорываясь к Д-6, спартанцы несут потери, но несмотря на это они всё же находят вход и проникают внутрь легендарного бункера. Однако там почти нет электропитания из-за того, что главный реактор бункера оброс неизвестной враждебной биомассой, Артём с помощью крана поднимает стержни и перезапускает реактор, чем обезвреживает биомассу, а бункер Д-6 вновь получает необходимую энергию. После успешной миссии в Д-6, Артём и Мельник направляются к Останкинской телебашне. План простой — взобраться как можно выше, установить лазерный целеуказатель и навести ракеты на улей Чёрных, чтобы нанести удар. Артём взбирается на самый верхний шпиль башни и устанавливает ЛЦУ, но Чёрные, почувствовав опасность, насылают на него серию галлюцинаций, пытаясь помешать ему.
После того, как Артём перебарывает галлюцинации, есть две возможные концовки, которые получаются от решений игрока, сделанных им по мере прохождения. В «каноничной» концовке Артём позволяет ракетам выстрелить, тем самым уничтожая улей Чёрных. В «альтернативной» же концовке герой имеет возможность сбросить систему наведения, видя перед собой раненого Чёрного, который просит сохранить им жизнь и установить мирный контакт. В последней сцене обеих концовок Артём смотрит на рассвет, обсуждая свой поступок.

## Разработка

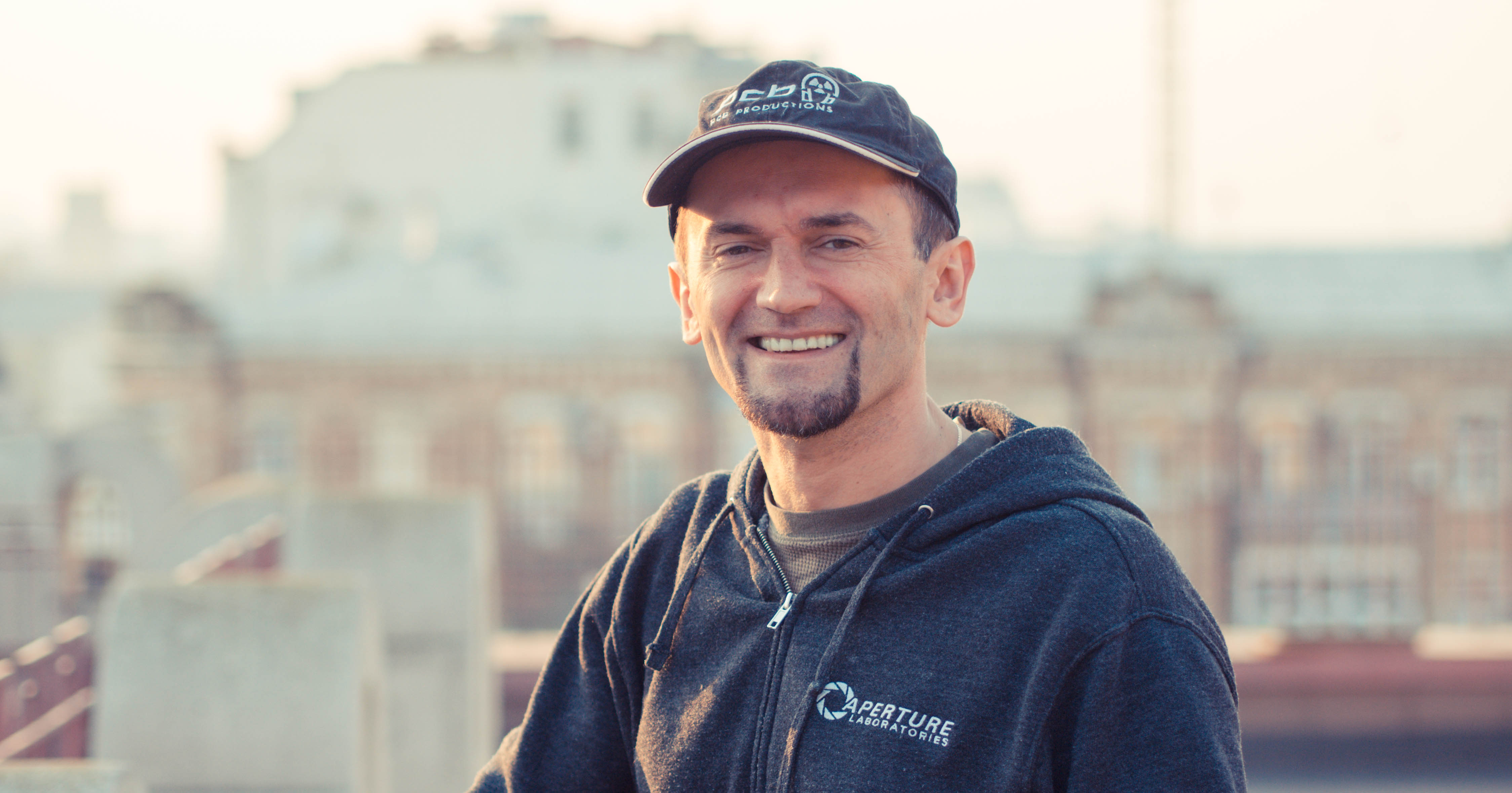
Главным руководителем Metro 2033 был Андрей Прохоров, до этого работавший в GSC Game World

Metro 2033 разработана украинской студией 4A Games, основанной в 2005 году. Её основатели являются выходцами из киевской компании GSC Game World — на тот момент самого крупного разработчика компьютерных игр на Украине. После выхода «S.T.A.L.K.E.R.: Тень Чернобыля», к которой члены будущей 4A Games прикладывали руку, украинский геймдизайнер Андрей Прохоров ушёл из GSC Game World из-за конфликта с руководством по поводу зарплаты, и основал свою студию. Компанию также покинул весь художественный отдел, и почти весь его персонал перебрался в 4A Games.
Игра является адаптацией одноимённого романа российского писателя Дмитрия Глуховского. Создавая «Метро 2033», Глуховский вдохновлялся книгами Роджера Желязны и Рэя Брэдбери, а также первой частью Fallout. За несколько лет до того, как ему предложили сделку по изданию книги в 2005 году, он загрузил на свой личный веб-сайт рукописи романа, что побудило ряд игровых студий обратиться к нему за потенциальной игро-адаптацией. Глуховский придерживался довольно широких взглядов на выбор студий, создающих новые главы в его серии, описывая это как «такую же честь, как экранизация книги и превращение её в фильм», и надеялся, что игровая адаптация увеличит аудиторию. Он также чувствовал, что адаптация позволит ему сосредоточиться на других своих проектах, оставив Вселенную Метро на попечении других авторов.
Выбирая разработчика интерпретации «Метро 2033», писатель выбрал новоиспечённую студию 4A Games, так как хотел, чтобы разработчик находился в Восточной Европе и имел непосредственное представление о распаде СССР. Кроме того, писатель говорил, что Андрей Прохоров вместе со своей командой были одними из первых читателей его книги. Он оказался впечатлён наработками 4A и их предложением превратить его роман в шутер от первого лица, поскольку книга, будучи написанной от третьего лица, раскрывает мысли главных героев. За создание игровой адаптации автор просил у разработчиков один миллион долларов, но согласился за куда более скромную сумму. Глуховский предоставил украинцам огромную творческую свободу, ограничившись лишь полировкой диалогов под русскую версию. Как говорил писатель, главной темой его романа была ксенофобия — в частности враждебная реакция человека на таинственных Чёрных, а также отмечал взросление Артёма по ходу произведения, пытающегося найти смысл своей жизни. В игру добавили политическую сатиру и социальную критику, особенно о современной России, но по словам разработчиков, игра на этом не фокусируется. Metro 2033 отличается от своего первоисточника тем, что предлагает две концовки, которые, по словам Дмитрия, могут оказаться «очень интересными».
Игра разработана на внутреннем движке студии, 4A Engine. Он разработан программистами Олесем Шишковцовым и Александром Максимчуком, ранее работавшие над движком X-Ray к S.T.A.L.K.E.R.. Первоначально разработчики хотели его использовать в создании Metro 2033, но от затеи пришлось отказаться. Основатель и генеральный директор GSC Game World Сергей Григорович обвинил 4A Games в использовании предрелизных версий движка X-Ray в создании своего, но Шишковцов опроверг это. По его словам, X-Ray не работал на консолях, а 4A Engine разработан под них. Олесь также сказал, что 4A Engine является его любимым детищем и расширил его вместе со своей командой, а в движке от GSC Game World он разочаровался. 4A Engine использует поддержку PhysX, улучшенный искусственный интеллект игры, а также консольный SDK для Xbox 360. Версия для IBM PC-совместимых компьютеров включает в себя поддержку DirectX 11 и описывается как «любовное послание PC-игрокам» благодаря решению разработчиков «сделать PC-версию очень даже феноменальной».
Основная цель студии состояла в создании атмосферы и сохранении сюжета первоисточника, вдохновляясь Half-Life 2. Они хотели, чтобы за счёт своего повествования, Metro 2033 выделялась на фоне других постапокалиптических игр, вроде Fallout и S.T.A.L.K.E.R.. По словам продюсера Хью Бейнона, разработчики стремились к тому, чтобы каждая сцена вносила свой вклад в сюжет, описывая её как «кинематографичную». Так как превращать каждый важный сюжетный момент в кат-сцену было непрактично, 4A Games решила создать «захватывающую» атмосферу, используя как описания окружающей среды, так и разговоры случайных неигровых персонажей. Так, каждый NPC имеет свои реплики и сплетничает с кем-либо. Украинцы также включили стелс, намереваясь разнообразить игровой процесс и добавить «ощущение» открытий. Внутриигровой интерфейс сделан минималистично, чтобы игрок был по максимуму погружён в мир игры с меньшим количеством отвлекающих факторов. Большинство каких-либо подсказок, например просмотр задания и его целей, игрок должен узнавать из записной книжки Артёма. 4A Games сосредоточилась строго на создании одиночной игры, принципиально отказываясь от разработки какой-либо многопользовательской составляющей.

## Анонс и выход

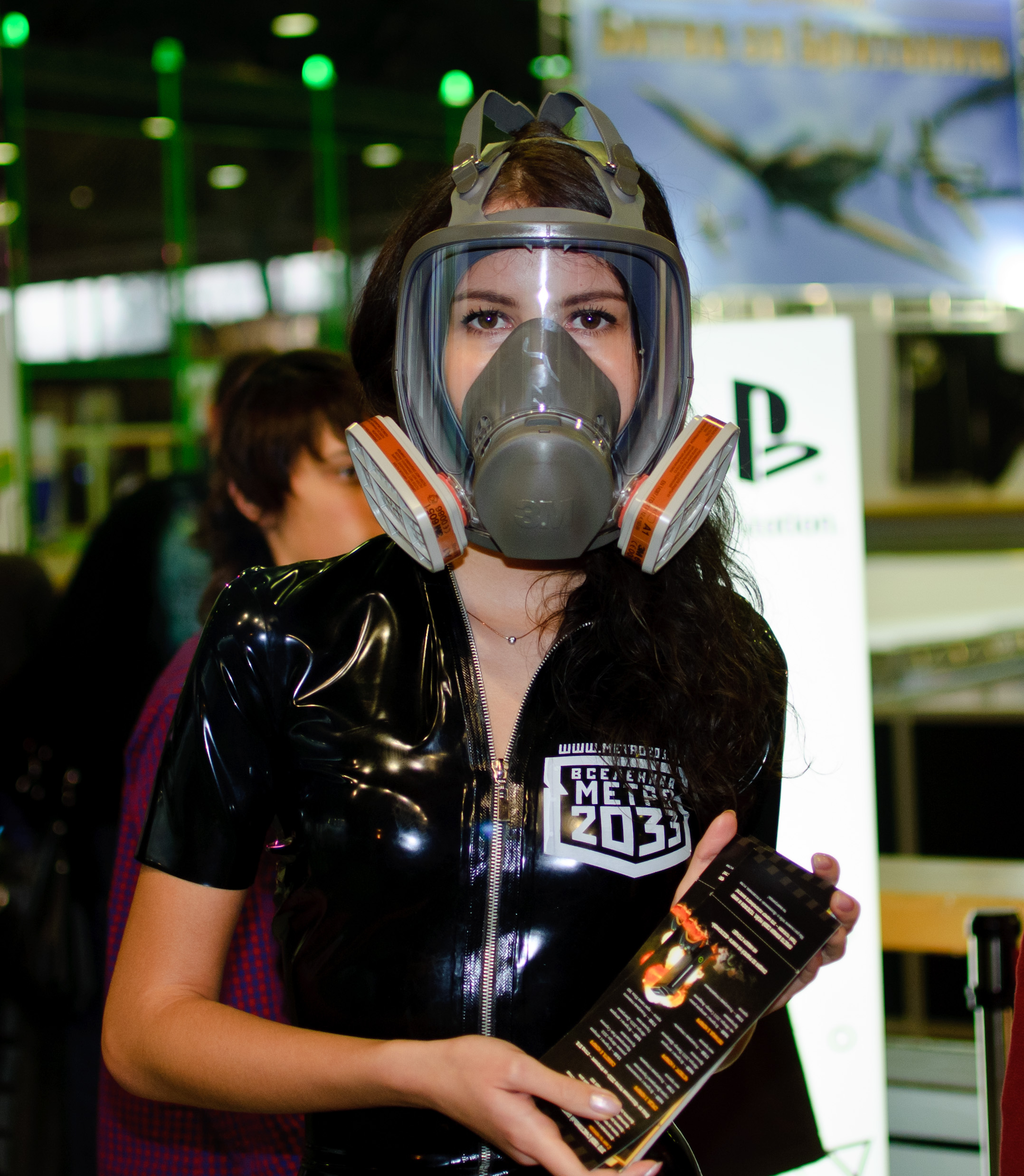
Промоушен на «Игромире 2010»

В августе 2006 года состоялся официальный анонс игры, которая на тот момент называлась как Metro 2033: The Last Refuge. Отмечалось, что дебют 4A Games выйдет на Windows и PlayStation 3. Увидев ранние кадры, Дин Шарп из THQ был впечатлён работой украинцев и убедил руководство компании выступить издателем. Позднее, он присоединится к 4A Games в качестве генерального директора. О партнёрстве между 4A Games и THQ было официально объявлено в октябре 2009 года. Кроме этого, был убран подзаголовок The Last Refuge, а также сообщено, что релиз Metro 2033 состоится на ПК и Xbox 360. Решение отказаться от выхода Metro 2033 на PlayStation 3 было маркетинговым ходом THQ. За предзаказ игры в Steam игрок мог получить в подарок бесплатную копию Red Faction: Guerrilla. Перед выходом THQ выпустила ограниченное издание, включающее DVD-диск с игрой, четыре открытки с тематическими рисунками и игровой автоматический дробовик. На выставке компьютерных игр «Игромир 2009», которая проходила с 5 по 8 ноября включительно, была показана демоверсия Metro 2033 из десяти уровней.
Игра вышла 16 марта 2010 года в Северной Америке и 19 марта в Европе. Сразу после выхода игры, 4A Games объявила, что приступила к разработке загружаемого контента. 3 августа 2010 года вышел Ranger Pack (рус. Пакет Рейнджера), добавляющий два новых вида оружия и бонусный «Режим Рейнджера», полностью удаляющий внутриигровой интерфейс, увеличивающий урон по игроку и уменьшающий запас боеприпасов. В декабре 2012 и марте 2021 года шутер был временно бесплатным в Steam.
Размышляя об игре через год после релиза, вице-президент THQ Дэнни Билсон признал, что игра не была «должным образом поддержана во всех областях», отмечая проблемы с разработкой и рекламной кампанией. Билсон назвал Metro 2033 «пасынком-сиротой», поскольку издательское соглашение между 4A Games и THQ было подписано на позднем этапе разработки, из-за чего времени на маркетинг оставалось критично мало.

### Redux
В 2014 году вышла обновлённая версия Metro 2033 на консолях PlayStation 4 и Xbox One в комплекте Metro Redux, куда также вошла последующая часть — Last Light. В 2020 году игра в составе этого сборника вышла на Nintendo Switch и в облачном игровом сервисе Stadia. С 26 сентября по 3 октября 2019 года, а также 22 декабря 2020 Metro 2033 Redux была одной из бесплатных игр, розданных в Epic Games Store.

## Отзывы критиков
| Сводный рейтинг       | Сводный рейтинг                                       |
| Агрегатор             | Оценка                                                |
| --------------------- | ----------------------------------------------------- |
| GameRankings          | ПК: 81,14 % X360: 78,51 %                             |
| Metacritic            | ПК: 81/100 X360: 77/100 ПК (Redux): 90/100 NS: 86/100 |
| Иноязычные издания    |                                                       |
| Издание               | Оценка                                                |
| 1UP.com               | C+                                                    |
| Destructoid           | 8/10                                                  |
| Eurogamer             | 8/10                                                  |
| Game Informer         | 9/10                                                  |
| GamePro               | [ 69 ]                                                |
| GameSpot              | 8/10                                                  |
| GamesRadar+           | [ 70 ]                                                |
| GameTrailers          | 7,8/10                                                |
| IGN                   | 6,9/10                                                |
| Joystiq               | [ 72 ]                                                |
| VideoGamer            | 7/10                                                  |
| Русскоязычные издания |                                                       |
| Издание               | Оценка                                                |
| 3DNews                | 8/10                                                  |
| Absolute Games        | 80 %                                                  |
| PlayGround.ru         | 8,9/10                                                |
| StopGame.ru           | «Изумительно»                                         |
| «Игромания»           | 8/10                                                  |
| «Игры Mail.ru»        | 8/10                                                  |

После выхода, Metro 2033 получила в основном положительные отзывы от профессиональных критиков, согласно сайту-агрегатору оценок Metacritic.
Сюжетная линия была высоко оценена критиками. Фил Коллар из Game Informer отметил разнообразие сценария, особенно похвалив кульминацию игры, а также декорации основной сюжетной кампании. Разнообразие сюжета также положительно оценил Джим Россиньол из Eurogamer, который ещё подчеркнул, как «действие умело перемножается неожиданными впечатлениями». Высоко оценивая сюжет, Джастин Макэлрой из Joystiq также оценил «мужественных и стойких» персонажей. Но Райан Клементс из IGN же был другого мнения — он назвал историю игры «неуклюжей», а персонажей — «невыразительными», хоть и отметил, что Metro 2033 включает «интересные достопримечательности и звуки». Джим Стерлинг назвал сюжетную кампанию «достойной», а её затронутые темы — «интригующими» и «мощными», но остался разочарован тем, что игра оказалась не такой детализированной, какой она была в предрелизных материалах. Тай К. Ким из GamePro отмечал, что игре не хватило контекста для сильной предыстории, что делало игру неудобной точкой для художественной литературы. Отмечая сюжет книги, Антон Костюкевич из 3DNews назвал её идеальным сценарием к компьютерной игре с интересными темами и философским подтекстом, однако подверг критике игровую подачу истории — игра распадается на ряд зарисовок, каждый уровень заканчивается загрузочным экраном с короткими сообщениями, из-за чего рецензент назвал такую подачу «прошлым веком».
Атмосфера также получила признание журналистами. Мэтью Пеллетт из GamesRadar называл обстановку локаций как «пробуждающейся» и сравнил игру с Half-Life 2 и BioShock. Рецензент GameSpot Крис Уотерс назвал атмосферу «гнетущей», отметив, что «безжалостный мрак может начать утомлять». Диалоги между неигровыми героями часто хвалили за то, что делают мир игры более захватывающим и атмосферным. Макэлрой отмечал детали в игре, такие как наручные часы Артёма или аккумуляторный насос для зарядки фонарика, которые усиливают погружение. Россиньол отмечал, что игровой мир изобилует апокалиптическими деталями, а ношение противогазов вызывают чувство клаустрофобии. Джим Стерлинг писал, что неумолимый геймплей также способствует погружению игрока. Он назвал Metro 2033 «одной из самых традиционных игр жанра survival horror, которую можно увидеть за последние годы», так как игрок должен выживать в туннелях с минимальным количеством ресурсом, что делает её пугающей. Тай К. Ким высоко оценил движок разработчика 4A Engine, оживляющий «пустынный и печальный мир», а также переплетение геймплея с сюжетом. Том Орри из VideoGamer.com похвалил Metro 2033 за визуальные эффекты и погружение, но подверг критике линейность и частые загрузочные экраны.
Впечатления об игровом процессе у критиков было неоднозначным. Уотерс хвалил Metro 2033 вознаграждение игроков за исследование локаций и разнообразный арсенал оружия, но Коллар посчитал вооружение «недостаточно интересным». Антон Костюкевич из 3DNews отметил феноменальное внимание к мелочам — по его словам, в каждом виде орудия видны все его незначительные детали. Рецензент из PlayGround.ru похвалил стелс-режим, который не просто «замечательно» себя чувствует, а ещё является едва ли не единственно верным способом пройти уровень, а также отмечал сбалансированность арсенала. Однако Георгий Курган из «Игромании» выделял проблемы с оружием — по его словам, представленные дробовики практически бесполезны, а самый обыкновенный револьвер не раз выручал в бою. Джим Россиньол из Eurogamer отмечал минимальное количество боеприпасов и элементы выживания в бою, но критиковал прицеливание, которое оказалось «неточным». Коллар также подверг критике прицел и отдачу огнестрельного оружия. Анализируя геймплей, Джим Стерлинг из Destructoid выразил мнение, что игра лучше сосредоточена на выживание, чем на экшен. Стерлинг и Райан Клементс из IGN подвергли критике стелс-механику из-за ошибок, а Макэлрой отмечал, что враги во время определённых анимаций могут стать непобедимыми. Рецензенты ещё критиковали искусственный интеллект и отсутствие реиграбельности.
Версия Redux также получила положительные отзывы от критиков. Обновлённую версию хвалили за значительные улучшения в графике и геймплее игры. По словам Микеля Репараза из IGN, Redux-версия проходится более легко, чем оригинал, поэтому критик порекомендовал её проходить на «хардкоре». Денис Щенников из 3DNews заявил, что благодаря обновлённой версии, Metro 2033 заиграла новыми красками.

### Продажи
Спустя неделю после выхода, Metro 2033 заняла пятое место в списке самых продаваемых игр Великобритании. Генеральный директор THQ Брейн Фаррелл назвал игру «очень прибыльной» для его компании, отметив, что из-за низкого бюджета на разработку, скромный уровень продаж уже гарантирует коммерческий успех. Игра оказалась более популярной в Европе, чем в Северной Америке. К июню 2012 года общее число проданных копий составило полтора миллиона. Точное число продаж неизвестно, но новый издатель Metro 2033 Deep Silver заявил, что в апреле 2015 года продажи сборника Metro Redux также составили полтора миллиона копий.
Летом 2018 года, благодаря уязвимости в защите Steam Web API, стало известно, что точное количество пользователей сервиса Steam, которые играли в игру хотя бы один раз, составляет 2 025 648 человек.

## Продолжения
В 2013 году вышло прямое продолжение Metro 2033 — Last Light. Игра игнорирует события книги «Метро 2034» и является прямым продолжением игровой адаптации. Last Light отталкивается от «плохой» концовки Metro 2033 как канонической — после ракетного удара по Чёрным, выясняется, что выжила только одна особь, и теперь Артёму нужно её найти. В декабре 2012 года издатель Metro 2033 THQ обанкротился, вследствие чего издателем сиквела выступила Deep Silver. Третья часть игровой франшизы Вселенной Метро 2033, Metro Exodus, вышла в 2019 году. За основу сюжета этой игры взята «хорошая» концовка предыдущей части — вместе с выжившими Артём покидает московское метро и отправляется в путешествие по постъядерной России на старинном паровозе «Аврора».
Обе игры получили положительные отзывы от критиков и игроков.